# Teorias da administração

## Administrador do passadoversusadministrador do Terceiro Milênio

### Concepções clássicas da Administração
Como consequência da Revolução Industrial, segundo Chiavenato (2003), houve um crescimento desordenado e caótico das empresas. Os recursos eram mal aproveitados e desorganizados, portanto havia a necessidade de aumento da eficiência e de substituição do empirismo por métodos científicos, que assim poderiam ser comprovados por cientistas.
Esse contexto foi propício para que surgissem quase paralelamente as escolas pioneiras da Administração: a Administração Científica e a Teoria Clássica. O fundador da Administração foi o engenheiro americano Frederick Winslow Taylor (1856-1923). De acordo com Chiavenato (2003), Taylor identificou três males nas indústrias (vadiagem sistemática, desconhecimento pela gerência do trabalho dos operários e falta de uniformidade dos métodos de trabalho). Para solucionar esse problema, Taylor propôs a Organização Racional do Trabalho (ORT), que se propõe a buscar a mais rápida e eficiente forma de se executar uma tarefa, substituindo assim a observação de companheiros vizinhos, o que levava a diversas formas de execução.
Quase paralelamente à Administração Científica, surgiu a Teoria Clássica de Henri Fayol (1841-1925). Ao contrário de Taylor, que deu ênfase às tarefas, Fayol, por ter sido um homem de cúpula de grandes empresas, acreditava que a melhor forma para se atingir a eficiência era garantir a correta disposição dos órgãos componentes. Para que as organizações conseguissem dispor a organização da melhor maneira possível e, consequentemente, atingir a eficiência máxima, Fayol estabeleceu as funções básicas do administrador e da empresa, os elementos e princípios da Administração. 
Apesar de serem utilizados por alguns como sinônimos, existem pontos de divergências muito marcantes entre a Administração Científica de Frederick Taylor e a Teoria Clássica de Henri Fayol. Segundo Chiavenato (2003), enquanto Taylor deu ênfase à tarefa, Fayol deu foco à estrutura. Taylor se preocupou com a Organização Racional do Trabalho (ORT), que, por meio da análise do trabalho e estudo dos tempos e movimentos, do estudo da fadiga humana, da padronização dos métodos e da especialização do trabalho, buscava as condições que permitissem ao operário produzir com o máximo de eficiência. 
Por outro lado, Fayol enfatizou a estrutura, dividindo a organização em cinco funções (técnica, comercial, financeira, de segurança, contábil e administrativa), definindo os dezesseis deveres dos gerentes, os quatorze princípios gerais da Administração e os cinco elementos da Administração (POCCC). É preciso também ressaltar os pontos de convergências entre as duas teorias da Abordagem Clássica, como: a concepção de homo economicus, segundo a qual as vantagens financeiras são os únicos fatores motivadores e o mesmo objetivo (máxima eficiência).
De acordo com Chiavenato (2003), a Teoria das Relações Humanas (TRH) surgiu no segundo período de Taylor, mas só ganhou importância com a crise econômica mundial de 1929. A TRH surgiu como uma resposta esperada ao completo desprezo dos aspectos humanos pela Abordagem Clássica e foi bastante influenciada pela Psicologia, uma ciência humana emergente na época. A grande impulsora da TRH foi a experiência de Hawthorne, uma experiência realizada pelo Conselho Nacional de Pesquisas na fábrica de Hawthorne da Western Eletric Company. 
O comandante da experiência foi o cientista social australiano Elton Mayo, que, para muitos, é o principal representante da TRH. A experiência foi dividida em quatro fases e suas principais conclusões foram: a enorme relevância da integração social para a produtividade, a importância dos grupos sociais e do conteúdo do cargo. A principal contribuição da TRH foi a agregação de novos conceitos, como: motivação, liderança e comunicação.
De acordo com Chiavenato (2003, p. 254-255), na teoria administrativa, a abordagem estruturalista surgiu com o crescimento das burocracias, em uma perspectiva de análise que vai além dos fenômenos internos da organização, visão pela qual as escolas de até então se restringiam.
Para Motta, essa abordagem sintetiza as teorias clássicas e as de relações humanas, porém ganhando novas dimensões que envolvem todas as variáveis da organização. Como afirma Chiavenato (2003), Max Weber foi o primeiro teórico dessa abordagem, que, em uma análise voltada para a estrutura, acreditava que a burocracia era a organização por excelência. Segundo Motta (1975, p. 46), a preocupação de Weber está na racionalidade, entendida como a adequação dos meios aos fins. E uma organização é racional quando é eficiente. Assim, para Weber, a burocracia era a forma mais eficiente de uma organização. Max Weber descreveu um tipo de estrutura burocrática, acreditando que era comum à maioria das organizações formais. 
No entanto, como ressalta Maximiano (2000), Weber não definiu um modelo-padrão para ser aplicado, apenas esquematizou as principais características da burocracia existente. Weber, como citado em Maximiano (2000, p. 88), ao sistematizar seu estudo da burocracia, começa com a análise dos processos de dominação ou autoridade. Para Weber, “a autoridade é a probabilidade de haver obediência dentro de um grupo determinado”. Ele distinguia três tipos de sociedade e autoridade, descritas a seguir. 
De acordo com Chiavenato (2003, p. 258-262), na sociedade tradicional, predominavam características conservacionistas, patriarcais e patrimonialistas; a autoridade que a preside é dita tradicional, na qual a obediência é justificada pela tradição, pelo hábito ou pelo costume. Na sociedade carismática (partidos políticos, grupos revolucionários, nações em revolução), onde geralmente existem características místicas, arbitrárias e personalísticas; a autoridade (carismática) que a preside é justificada pela influência de um líder detentor de qualidades que o destacam.
As sociedades burocráticas (as grandes empresas, os estados modernos, os exércitos) são caracterizadas por predominarem normas impessoais racionalmente definidas; o tipo de autoridade (burocrática, legal ou racional) é justificado pela técnica, pela justiça na lei e pela meritocracia. De acordo com Chiavenato (2003, p. 266-267), a burocracia, segundo Weber, traz consigo diversas vantagens. Primeiramente, devido à sua racionalidade, o que significa dizer que procura os meios mais eficientes para atingir as metas da organização. A precisão com que cada cargo é definido proporciona o conhecimento exato de cada responsabilidade. Como as atividades são organizadas em rotinas e realizadas metodicamente, e, consequentemente, tornam-se previsíveis, acaba por conduzir à confiabilidade entre as pessoas, evitando, assim o atrito entre elas. 
A rapidez nas decisões é obtida pela tramitação de ordens e papéis e pela uniformidade de rotinas e regulamentos, que colaboram para a redução de erros e custos. A facilidade de substituição daquele que é afastado e os critérios de seleção apenas por competência técnica garantem a continuidade do sistema burocrático e este último evita o nepotismo. O trabalho é profissionalizado, assim os funcionários são treinados e especializados pelo seu mérito, trazendo benefícios para as organizações.
Como descrito por Chiavenato (2003, p. 268), o tipo ideal de burocracia weberiana tinha como uma das características a previsibilidade do seu funcionamento, contribuindo para a obtenção de maior eficiência organizacional. Porém, autores como Merton encontraram limitações na obra de Weber, partindo para uma análise crítica da realidade descrita por ele. Para Merton, não existe uma organização completamente racional, como proposto por Weber. Até porque o tipo ideal de burocracia tendia a ser modificado pelos homens. Merton notou que a burocracia leva também a consequências imprevistas, que conduzem às ineficiências e às imperfeições e estas, por sua vez, são enfatizadas e exageradas pelos leigos. 
A esse fenômeno, Merton denomina de disfunções da burocracia, que serão descritas a seguir, segundo Chiavenato (2003), como internalização das regras e apego aos regulamentos, excesso de formalismo e de papelório, resistência às mudanças, dificuldade no atendimento a clientes e conflitos com o público.

### Concepções contemporâneas da Administração
A Teoria Estruturalista, assim como a Teoria da Burocracia, faz parte também da abordagem estruturalista. O enfoque da teoria estruturalista é a estrutura e o ambiente, assim, de acordo com Chiavenato (2003), essa teoria trouxe uma importante ruptura com relação às anteriores. Ela mostra a organização como sendo um sistema aberto que se relaciona com o ambiente e com outras organizações. A Teoria Estruturalista baseia-se no conceito de estrutura, que é um todo composto por partes que se inter-relacionam. Portanto, o todo é maior do que a simples soma das partes. O que significa que os sistemas organizacionais não são a mera justaposição das partes.
De acordo com Chiavenato (2003), essa teoria caracteriza-se por sua múltipla abordagem, englobando em sua análise a organização formal e informal, recompensas materiais e sociais e, entre outros, reconhece os conflitos organizacionais, ditos como inevitáveis. Por fim, os estruturalistas fazem uma análise comparativa entre as organizações, propondo tipologias, como a de Etzione (1980), que se baseia no conceito de obediência, e a de Blau e Scott (1970), que se baseia no conceito de beneficiário principal.
A Teoria Comportamental, segundo Chiavenato (2003), surgiu como decorrência da Teoria das Relações Humanas, porém ela se posiciona de forma crítica em relação a esta, rejeitando as concepções ingênuas e românticas. A Teoria Comportamental deixou uma nova compreensão das organizações. Tendo como ênfase as pessoas, busca soluções democráticas e flexíveis para os problemas da gestão. Os principais estudos dessa teoria foram a teoria de Maslow e a teoria de Herzberg. Porém, o estudo comparativo de Likert também foi importante para a teoria comportamental. 
Likert, segundo Chiavenato (2003), propõe um esquema no qual ele relaciona modelos de organizações, como podendo ser: Autoritário Coercitivo, Autoritário Benevolente, Consultivo e Participativo. O Sistema de Administração de Likert pode ser relacionado com as teorias X e Y de McGregor. Assim, o Sistema Autoritário Coercitivo corresponderia à teoria X, que analisa as pessoas como sendo preguiçosas e indolentes, que evitam o trabalho e as responsabilidades. O Sistema Participativo corresponderia à Teoria Y, que parte de uma visão mais positiva do homem. 
A Teoria Geral dos Sistemas (TGS) teve início com os estudos do biólogo alemão Ludwig von Bertalanffy, que definiu o conceito de sistema aberto. A TGS revolucionou o estudo de diversas ciências como: Administração, Astronomia, Economia, Sociologia. Foi uma tentativa de criar uma unificação científica. Em Chiavenato (2003), são expostos vários conceitos acerca do significado de sistema, mas, em síntese, sistema é um conjunto de partes interdependentes que formam um todo integrado. Cada integrante do sistema teria comportamento diferente, caso atuasse isoladamente.
Segundo Chiavenato (2003), os sistemas podem ser classificados em dois aspectos, constituição e natureza. Quanto à constituição, podem ser concretos ou abstratos. Os sistemas concretos são aqueles compostos por aparelhamentos, maquinaria e objetos reais. São denominados hardware. Os sistemas abstratos são os conceitos, ideias. Estão ligados ao conceito de software. Quanto à natureza, os sistemas podem ser classificados em abertos e fechados. Os sistemas fechados são totalmente desintegrados com o meio externo. Como não existem sistemas desse tipo, o termo é mais usado para se referir a sistemas com comportamento determinístico. Por outro lado, o sistema aberto tem comportamento probabilístico e recebe influência ao mesmo tempo em que influencia o meio externo, pois apresenta relação de intercâmbio com o ambiente no qual está inserido, por meio de inúmeras entradas e saídas. Por isso, os sistemas abertos são adaptativos, reajustando-se constantemente ao meio. 
Segundo Chiavenato (2003), na Teoria Contingencial há um deslocamento da visão de dentro pra fora da organização, pois há a ênfase no ambiente externo e nas demandas ambientais sobre a dinâmica organizacional. Para essa teoria, o que determina as mudanças na organização são as condições ambientais, pois no ambiente estão as explicações das características organizacionais. Dessa forma, tudo depende das características ambientais importantes para a organização. Chiavenato (2003) afirma que a Teoria da Contingência surgiu através de várias pesquisas para a verificação dos modelos de estruturas organizacionais das empresas mais eficazes para determinados tipos de indústrias. As cinco pesquisas que se destacam são: Chandler, sobre a estratégia e estrutura organizacional; Burns e Stalker, sobre organizações mecanísticas e orgânicas; Emery e Trist, sobre os contextos ambientais; Lawrence e Lorsch, sobre o defrontamento organização versus ambiente; e Woodward, sobre organização e tecnologia.